# ルイス・H・ミショー
ルイス・H・ミショー（Lewis H. Michaux、1895年? - 1976年8月25日）は、ニューヨーク市ハーレムの書店経営者、公民権運動活動家。1932年から1974年にかけて、アメリカ合衆国における代表的なアフリカ系アメリカ人書店のひとつとして知られたハーレムのアフリカン・ナショナル・メモリアル・ブックストア (the African National Memorial Bookstore) のオーナーであった。

## 経歴
ミショーは、バージニア州ニューポートニューズで、1895年に、父ヘンリー・ミショー (Henry Michaux) と母ブランチェ・ポラード (Blanche Pollard) の間に生まれた。ただし生年や、誕生日などは不確かなことが多い。例えば『ニューヨーク・タイムズ』紙の訃報は、ミショーの生年月日を1885年8月4日としているが、同じ記事中で死去時に92歳だったとしている。もし生年月日が正しければ、死去時には91歳になったばかりだったはずである。また、兄ライトフット・ソロモン・ミショーの生年月日が1985年11月7日とされていることとも矛盾する。
ミショーは、正規の教育をほとんど受けなかった。ニューヨークへ出てくる前には、豆の収穫をする農業労働者や窓拭き職人をしたり、兄ライトフット・ソロモン・ミショーが牧師を務めていたフィラデルフィアの教会で執事をしたりしていた。
ミショーは、癌のため、ニューヨーク市ブロンクス区のカルバリー病院 (ニューヨーク)で死去した。死去した際の報道では、92歳で没したとされた。ミショーは、ベティ・ケネディ・ローガン (Bettie Kennedy Logan) と結婚しており、息子がひとりいた。兄ライトフット・ソロモン・ミショーは、合衆国大統領ハリー・S・トルーマンの助言者のひとりとなり、500軒以上の貧困層向けの住宅開発の実現を後押しした。

## アフリカン・ナショナル・メモリアル・ブックストア
この書店は、1932年にミショーが7番街に設立し、1968年まで同地にあったが、ニューヨーク州政府がハーレムにオフィスビル（アダム・クレイトン・パウエル・ジュニア州庁舎）を建設した際に、敷地を空けるために西125丁目の7番街との角へと移転を余儀なくされた。その後、この書店は再びその所在地をめぐって行政当局と対立することとなり、1974年に至って遂に閉店した。
ミショーは、当時の学生や知識人、作家、芸術家などに刺激を与え続けた。彼は自分の書店を、「常識の家、正しいプロパガンダの拠点 (House of Common Sense and the Home of Proper Propaganda)」と呼んだ。彼の書店は、公民権運動にとって重要な参考図書室 (reading room) となった。ずっと南側のグリニッジ・ヴィレッジにあったイジー・ヤングのフォーク・センター (Folklore Center) が、1950年代後半から1960年代前半にかけてのフォークリバイバル運動の拠点となって世に出始めたボブ・ディランらが集ったように、ハーレムのメモリアル・ブックストアは黒人たちや研究者、その他、アフリカ系アメリカ人や、アフリカ、カリブ、南アメリカの書き手による、あるいは、それらの地域に関する文献に関心をもつ誰にとっても、得難い貴重な場所となっていた。1960年代前半のフォーク・ミュージック、ポピュラー音楽、公民権運動は、相互に関わり合い、重なり合っており、「互いに成長と創造性を触発させていた (inspiring the growth and creativity of each other)」と、歴史家のモーリス・イサーマンとマイケル・カジンは記している。ミショーの書店には20万冊以上の書籍が置かれており、同種のテーマの書店の中では合衆国でも最も大規模なものであった。誰であれ、白人も黒人も、本を買って自分の蔵書をもつことが奨励されたが、金のない者には、店内に座って本を読むことも許されていた。
ミショーは、1930年代から1960年代まで、ブラック・ナショナリズム運動の活動に積極的であり、マーカス・ガーベイのパン・アフリカ主義を支持していた。その頃ハーレムには、当時の黒人運動組織として最も大きい、ガーベイの世界黒人開発協会アフリカ会連合 (Universal Negro Improvement Association and African Communities League, UNIA-ACL) の本部が置かれていた。アラグバ (Alagba) と称された兄ミショーは、マルコム・Xの個人的友人でもあり、1964年に創設されたアフリカ系アメリカ人統一機構 (Organization of Afro-American Unity) のでもあった。 which was formed in 1964.。宗教について、ミショーは「キリストは黒人だ」(Christ is Black)」という言葉を店内に掲げていたが、キリスト教に深く結びついていた兄ライトフット・ソロモンにも一定の距離を置いており、「俺が知っている＜主＞は、＜家主＞だけだ (The only lord I know, is the landlord)」とも述べていた。